# Il Progresso Italo-Americano
Il Progresso Italo-Americano fue un periódico estadounidense en idioma italiano, publicado en la ciudad de Nueva York desde 1880 hasta 1988, cuando fue cerrado debido a una disputa sindical. En 1989, la mayoría de los periodistas de Il Progresso se reunieron para crear un nuevo diario, America Oggi. A principios del siglo XX, Il Progresso fue el más popular de los periódicos italianos de Nueva York, y vendía de 90 000 a 100 000 copias por día.
Fundado en 1880 por Carlo Barsotti, quien también fue su primer director, Il Progresso Italo-Americano fue una importante plataforma pública para recaudar fondos destinados a la construcción de monumentos mediante suscripción pública en la ciudad de Nueva York. Entre 1888 y 1921 promovió monumentos a Giuseppe Garibaldi, Cristóbal Colón, Giuseppe Verdi, Giovanni da Verrazzano y Dante.
Generoso Pope asumió la dirección del periódico en 1928, luego de comprarlo por $ 2 052 000. Duplicó su circulación a 200 000 en la ciudad de Nueva York, lo que lo convirtió en el diario en lengua italiana más grande del país. El periódico de 1889-1976 está disponible en microfilm en el Instituto Italo Americano John D. Calandra en Nueva York.